# 野村雅之
野村 雅之（のむら まさゆき、1966年12月11日 - ）は、東京都生まれ、広島県育ちの元サッカー選手、サッカー指導者、解説者。岡山県作陽高等学校サッカー部総監督。　

## 来歴
1983年広島国泰寺高校のゴールキーパーとして吉田安孝らとともに高校選手権出場。義田貴士は同級生である。1988年筑波大学に進学しサッカー部で活躍。中山雅史、井原正巳、森山佳郎らが大学の後輩。
1990年招かれて保健体育教諭として作陽高等学校に赴任しサッカー部コーチとなり、1999年監督就任。2007年、高校選手権で同校を岡山県勢初の決勝進出に導いた。2005年にJFA公認A級ライセンス、2008年に同S級ライセンスを取得している。2017年より総監督（監督の後任は酒井貴政）。また、DAZNにおいて主にファジアーノ岡山のホームゲーム等で解説者を務めている。